# Lido Conchiglie
Lido Conchiglie è una località balneare della Provincia di Lecce amministrativamente divisa tra i comuni di Sannicola e Gallipoli.

## Geografia fisica
È collocata sulla costa ionica tra Santa Maria al Bagno e Rivabella e sorge ai piedi di un alto costone roccioso. La località, abitata soprattutto nel periodo estivo, presenta una costa di circa 2 km caratterizzata da tratti di scogliera alta e bassa e da un ampio tratto sabbioso. Di notevole interesse paesaggistico è il costone roccioso della "montagna spaccata", così chiamata per via di un passaggio scavato nella roccia per la costruzione della strada litoranea e ricadente nel territorio del comune di Galatone.

## Storia
Lido Conchiglie si sviluppò negli anni quaranta del Novecento in seguito alla costruzione di uno stabilimento balneare battezzato, per la numerosa presenza di conchiglie, Lido Conchiglie, ad opera di Floriano Monteduro, meglio conosciuto come Mesciu Peppe, del quale oggi lo stabilimento porta il nome. Il territorio fu abitato tuttavia sin dal Paleolitico come testimoniano i ritrovamenti di cocci di argilla, di ceramica e resti umani. Durante il periodo bizantino nella località si insediarono i monaci basiliani, i quali costruirono intorno al X secolo l'abbazia di San Mauro, la cui chiesa è ancora visibile sull'altura dell'Alto Lido.

## Economia

### Turismo
L'economia principale è il turismo estivo e balneare. Il borgo è notevolmente sviluppato in competitività con la frazione gallipolina di Rivabella e Santa Maria al Bagno. Oltre agli stabilimenti balneari sono presenti ancora alcune spiagge che hanno conservato la loro natura allo stato brado.